# سیارک ۵۸۵۳۵
سیارک ۵۸۵۳۵ (به انگلیسی: 58535 Pattillo، نامگذاری:1997DP) پنجاه و هشت هزار و پانصد و سی و پنجمین سیارک کشف شده‌است که در ۱۶ فوریه ۱۹۹۷ کشف شد.